# Détachement de corps B
Le Détachement de corps B (en allemand : Korps-Abteilung B) était une unité militaire de l'Armée de terre (Heer) de la Wehrmacht,  une formation d'infanterie de la taille d'une division, pendant la Seconde Guerre mondiale.

## Hiérarchie des unités
| Nom          | Nbre d'hommes       | Unités subalternes                | Grade de commandement                 |
| ------------ | ------------------- | --------------------------------- | ------------------------------------- |
| Heeresgruppe | + 300 000           | 2 à + Armeen (Armées)             | Generaloberst ou Generalfeldmarschall |
| Armee        | + 100 000 - 300 000 | 2 à + Armeekorps (Corps d'armées) | General ou Generaloberst              |
| Armeekorps   | + 30 000 - 80 000   | 2 à + Divisionen (Division)       | Generalleutnant ou General            |
| Division     | + 10 000 – 20 000   | 2 à 6 Brigaden (Brigade)          | Generalmajor ou Generalleutnant       |
| Brigade      | + 3 000 – 5 000     | jusqu'à 3 Regimentern (Régiment)  | Oberst ou Generalmajor                |

## Historique
Le Korps-Abteilung B est formé le 2 novembre 1943 dans le Heeresgruppe Süd à partir des rescapés de la 112. Infanterie-Division, 255. Infanterie-Division et 332. Infanterie-Division initialement connu sous le nom de Divisions-Gruppe 112 mit Kgr. 255.
 
Son état-major provient de la 112. Infanterie-Division. 
En mars 1944, les rescapés sont utilisés pour reformer la 57. Infanterie-Division et la 88. Infanterie-Division et l'état-major du détachement Stab Korps-Abt est utilisé pour former le General-Kommando Kavallerie-Korps le 25 mai 1944.

## Organisation

### Commandants successifs
| Date                               | Grade           | Commandant           |
| ---------------------------------- | --------------- | -------------------- |
| 2 novembre 1943 - 1er février 1944 | Generalleutnant | Theo-Helmut Lieb     |
| 1er février 1944 - 17 février 1944 | Oberst          | Hans-Joachim Fouquet |

### Chef des Generalstabes
| Date | Grade | Commandant |
| ---- | ----- | ---------- |
| ?    | ?     | ?          |

### 1. Generalstabsoffizier (Ia)
| Date | Grade | Commandant |
| ---- | ----- | ---------- |
| ?    | ?     | ?          |

## Théâtres d'opérations
- Front de l'Est, secteur Sud : Décembre 1943 - Janvier 1944
- Tcherkassy : Janvier 1944 - Mars 1944

## Ordre de batailles

### Rattachement d'Armées
| Date     | Armeekorps         | Armée          | Groupe d'Armées  |
| -------- | ------------------ | -------------- | ---------------- |
| 1943     |                    |                |                  |
| Décembre | XXIV. Armeekorps   | 4. Panzerarmee | Heeresgruppe Süd |
| 1944     |                    |                |                  |
| Janvier  | XXXXII. Armeekorps | 8. Armee       | Heeresgruppe Süd |
| Février  | XXXXII. Armeekorps | 8. Armee       | Heeresgruppe Süd |
| Mars     | -                  | 8. Armee       | -                |

### Unités subordonnées
- Stab [Stab 112. Inf.Div]
- Divisions-Gruppe 112 [Stab Gren.Rgt 258] 
  - Regiments-Gruppe 110 [III./Gren.Rgt 110]
  - Regiments-Gruppe 258 [II./Gren.Rgt 258]
- Divisions-Gruppe 255 [Stab Gren.Rgt 465]
  - Regiments-Gruppe 465 [I./Gren.Rgt 465]
  - Regiments-Gruppe 475 [III./Gren.Rgt 465]
- Divisions-Gruppe 332 [Stab Gren.Rgt 475 / 255.ID]
  - Regiments-Gruppe 677 [I./Gren.Rgt 475]
  - Regiments-Gruppe 678 [II./Gren.Rgt 475]
- Divisions-Füsilier-Bataillon (AA) 112
- Artillerie-Regiment 86 [86.ID]
  - I. Abteilung
  - II. Abteilung
  - III. Abteilung
  - IV. Abteilung
- Panzerjäger-Abteilung 112
- Pionier-Bataillon 112
- Nachrichten-Abteilung 112
- Feldersatz-Bataillon 112
- Nachschubtruppen 112

## Sources
- Korps-Abteilung B sur Lexikon-der-wehrmacht.de